# Лев Лагорио
Лев Феликсович Лагорио (рус. Лев Феликсович Лагорио; 9. децембар 1826  — 17. новембар 1905) био је руски сликар и акварелиста, познат првенствено по својим морским пејзажима и поморским сценама. Био је повезан са кимеријском школом сликарства, састављеном од уметника који су радили на Јужном Криму.

## Биографија
Лев Феликсович је рођен у Феодосији у породици напуљског вицеконзула. Његов отац, Феличе Лагорио (1781-1857) био је ђеновљански трговац који је служио као вицеконзул Краљевине Две Сицилије. Од 1839. до 1840. године добио је прву уметничку обуку у атељеима Ивана Ајвазовског. Током 1842. уз подршку гувернер Тауриде Александра Казначејева, могао је да се упише на Империјалну академију уметности. Касније је успео да добије финансијску помоћ од војводе од Леухтенберга, новог председника Академије. Међу његовим учитељима били су Александар Зауервајд, Максим Воробјев и Богдан Вилевалде.
Године 1850. Лагорио је дипломирао на Империјалној академији уметности са златном медаљом. Године 1850. добио је титулу „Уметника“ за своју слику „Поглед на Лахту“ а две године касније постао је руски држављанин. Добио је и пензију за школовање у иностранству, посетио је прво Париз (1853), затим Рим, где је остао до 1859, последње две године о свом трошку.
По повратку, 1860. године, проглашен је за професора у Империјалној академији уметности и изложио је радове које је створио у Италији. Отпутовао је на Кавказ 1861. године и одатле поклонио серију пејзажа цару Александру II, који му је уручио Орден Свете Ане.
На Кавказ се вратио 1863. и 1864. године, са пратњом великог кнеза Михаила Николајевича, где је учествовао у Кавкаском рату. Потом се настанио у Санкт Петербургу, провео неколико година у Судаку и често путовао у иностранство.
Године 1885. добио је поруџбина да наслика серију радова о руско-турском рату 1877-1878 и посетио је ратишта широм европских и азијских позоришта. Године 1900. именован је за почасног члана Академије. Сахрањен је на Новодевичјем гробљу.

## Галерија
- Кавкаска клисура, 1893
- На Кавказу, 1870
- Батум, 1881
- Потапање Интибаха, 1880
- Одбрана Бајазета током Руско-турски рат, 1891
- Приморје, 1897
- Месечина на Неви, 1898
- Дача, 1892